# Pinchote (ort)
Pinchote är en ort i Colombia.   Den ligger i departementet Santander, i den centrala delen av landet, 240 km norr om huvudstaden Bogotá. Pinchote ligger 1 200 meter över havet och antalet invånare är 674.
Terrängen runt Pinchote är lite bergig. Runt Pinchote är det ganska tätbefolkat, med 116 invånare per kvadratkilometer. Närmaste större samhälle är San Gil, 5,1 km nordost om Pinchote. I omgivningarna runt Pinchote växer i huvudsak städsegrön lövskog.